# Извор (дем Пеония)
Вижте пояснителната страница за други значения на Извор.
Ѝзвор (на гръцки: Πηγή, Пиги, до 1921 година Ίσβορος, Изворос) е село в Гърция, дем Пеония, област Централна Македония.

## География
Селото е разположено на 200 m надморска височина, на около 6 km северозападно от град Боймица (Аксиуполи).

## История

### В Османската империя
В XIX век Извор е българско село в Гевгелийска каза на Османската империя. В селото в 1895 – 1896 година е основан комитет на ВМОРО.
Според статистиката на Васил Кънчов („Македония. Етнография и статистика“) в 1900 година Изворъ е село в Гевгелийска каза със 190 жители българи.
В 1899 година турчинът Ибраим от Маядаг убива българския учител в Извор Тома Христов. Властите обвиняват Христо Колев, който е осъден на 15 години и заточен на Родос, където е и Иван Гарванов. Христо Колев лежи 8 години. През юни 1903 година синът му Димитър Колев убива с брадва Ибраим и става нелегален в четата на Иванчо Карасулията.
Цялото село е под върховенството на Българската екзархия. По данни на секретаря на Екзархията Димитър Мишев („La Macédoine et sa Population Chrétienne“) в 1905 година в Извор (Izvor) има 200 българи екзархисти и работи българско училище.
По данни на Екзархията в 1910 година Изворъ е чифлигарско село с 28 семейства, 159 жители българи и една черква.
При избухването на Балканската война в 1912 година двама души от Извор са доброволци в Македоно-одринското опълчение.

### В Гърция
В 1913 година след Междусъюзническата война селото попада в Гърция. Боривое Милоевич пише в 1921 година („Южна Македония“), че Извор има 22 къщи славяни християни. По-голямата част от населението му се изселва в България, предимно в Пловдив. Няколко семейства се установяват в Гевгели и в Моин, Кралството на сърби, хървати и словенци. Според Тодор Симовски в селото остават само 3 български семейства. На мястото на изселилите се българи са заселени гърци бежанци от Понт и Кавказ. Други данни показват, че всички 28 български семейства към 1912 година се изселват в България до 1928 година. В 1928 година Извор е чисто бежанско село с 47 семейства и 180 жители бежанци. В 1940 година селото има 291 жители, от които само 20 местни, а останалите бежанци. През Втората световна война селото е изгорено от милиции на ПАО. По време на Гражданската война, през зимата на 1947 година населението е принудено от властите да се изсели в в Боймица и Неа Кавала. След войната в него се връщат по-малко от половината жители. Две семейства с български произход бягат в Югославия, а бежанците се установяват в Солун и Боймица. В Извор се заселват три влашки селейства от Голема Ливада.
Църквата, разположена на Коджадере, носи името „Свети Илия“ (1957). В храма има икони на кулакийския зограф Николаос Константину.
Населението традиционно произвежда тютюн и се занимава и със скотовъдство.
| Година    | 1913 | 1920 | 1928 | 1940 | 1951 | 1961 | 1971 | 1981 | 1991 | 2001 | 2011 | 2021 |
| --------- | ---- | ---- | ---- | ---- | ---- | ---- | ---- | ---- | ---- | ---- | ---- | ---- |
| Население | 150  | 244  | 226  | 291  | 139  | 178  | 146  | 135  | 101  | 164  | 152  | 105  |

## Личности
Родени в Извор
- Атанас Христов Николов (Тано Ичев, 1872 – след 1943), български революционер, деец на ВМОРО
- Борис Изворски (1887 – 1928), български революционер, войвода на ВМРО
- Гоно Димитров, български революционер, деец на ВМОРО[5]
- Дельо Новаков, български революционер, деец на ВМОРО[5]
- Зафир Танчев, български революционер, деец на ВМОРО[5]
- Лазар Делев, български революционер от ВМОРО, четник на Петър Христов Германчето[15]
- Мито Георгиев Делев, български революционер, деец на ВМОРО[5]
- Мито Колев Христов, български революционер, деец на ВМОРО[16]
- Мито Траев Радналиев (? – 1905), български революционер, деец на ВМОРО, убит на 1 март 1905 година в местността Бачово край Смол[17]
- Стойко Дельов Новаков, български революционер, деец на ВМОРО[16]
- Стоян Димитров (? - 1925), български революционер от ВМОРО
- Тано Димитров, български революционер, деец на ВМОРО[16]
- Тодор Симовски (1924 – 1998), историк от Социалистическа република Македония
- Христо Николов Кючуков, български революционер, деец на ВМОРО[5]
- Христо Траянов (1882 – 1905), български революционер, деец на ВМОРО
- Яно Митрев Кехайов, български революционер, деец на ВМОРО[5]